# Gynoplistia (Gynoplistia) niveicincta
Gynoplistia (Gynoplistia) niveicincta is een tweevleugelige uit de familie steltmuggen (Limoniidae). De soort komt voor in het Australaziatisch gebied.